# 健康家族 (通信販売)
株式会社健康家族（けんこうかぞく）は、鹿児島県鹿児島市に本社を置く健康食品の通信販売を行う企業である。

## 概要
1976年、創業者の本多荘輔とその妻である泰子が、店舗付住宅で健康食品の販売を始めた。創業のきっかけは本多が戦中戦後の食糧難の時代を経験し、幼少期から敏感だった「食と健康」である。当初は満足できる商品に巡り合うことができなかったが、そこで出会ったのが南九州秘伝の滋養色「にんにく卵黄」であった。
健康補助食品「伝統にんにく卵黄」「伝統にんにく卵黄 極」「にんにく生姜」「熟成黒酢にんにく」などのにんにくの健康食品を主力商品としている。宮崎県に有機にんにくの自社農場を有しており、そのにんにくを使った商品を展開している。にんにくの研究にも力を入れており、自社でにんにく総合研究所を持ち、にんにく研究で著名な教授である有賀豊彦の監修も受けている。物流センターが、熊本県熊本市中央区水前寺に存在する。
なお、長野県岡谷市に本社を置き、ドラッグストアを運営していた健康家族（現：マツモトキヨシ甲信越販売）との関係は一切ない。

## 沿革
- 1976年 - 創業[6]
- 1989年4月 - 会社設立
- 1993年11月 - ＜伝統にんにく卵黄＞発売[6]
- 2000年8月 - プライバシーマーク取得（通信販売で第一号）[6]
- 2002年5月 - ＜伝統にんにく卵黄＞JHFAマーク取得[6]
- 2010年5月 - 自社農場の全圃場にて有機JAS認定取得（にんにく）[6]
- 2010年6月 - ＜伝統にんにく卵黄＞売上日本一（2010年東京商工リサーチ発表）
- 2011年11月 - にんにく総合研究所設立[6]
- 2012年3月 - にんにく成分に関する特許を取得[6]
- 2012年3月 - ＜伝統にんにく卵黄＞販売累計1億袋突破[6]
- 2013年12月 - 有機にんにくの生産量・栽培面積日本一（東京商工リサーチ発表）[6]
- 2018年11月 - 〈伝統にんにく卵黄〉発売25周年[6]
- 2018年12月 - 会員数350万家族突破[6]
- 2019年7月 - 〈にんにく生姜〉国産生姜サプリメント売上日本一（TPCマーケディングリサーチ会社調べ）[6]
- 2020年3月 - 17年連続にんにく健康食品売上日本一（富士経済HBフーズマーケティング便覧ニンニク成分配合機能志向食品カテゴリ（2002年〜2018年実施）
- 2021年1月 - 創業45周年[6]

## テレビ広告
過去「♪ココワ～ニンニク（550229）、健康家族」のサウンドロゴによるTV-CMを放送。地上波・BS民放テレビ局のスポットCMで、「♪サイコーサイコー(315315)、健康家族」と流れるバージョンもある。高倉健出演の農場CMで話題になる。「♪うがい、手洗い、にんにく卵黄」のCMソングがよく知られており、歌はシンガーソングライターの深水郁である（2010年11月9日発売のアルバム「なしのつぶて」に収録）。
自前のテレビショッピング番組を制作しており、2009年秋からテレビ朝日でも放送されるようになった。他に朝日放送テレビや読売テレビなどの放送局でも自前のテレビショッピングを週に1〜2回程度放送している。

### 現在のスポンサー番組
- 羽鳥慎一モーニングショー（テレビ朝日、全国ネット）
- 徹子の部屋（テレビ朝日、2011年度から関東ローカル、2014年から全国ネット。2014年9月で一旦降板したが2020年10月に全国ネットで復帰）

※その他、地方局ではローカルスポンサーとして提供している番組もある。

※また、提供スポンサーとはされていないが、『ありがとう浜村淳です』（MBSラジオ）では浜村淳本人による生CMが行われている。

### 過去のスポンサー番組
- 午後は○○おもいッきりテレビ（日本テレビ、全国ネット）
- ヒルナンデス!（日本テレビ、全国ネット）
- ワイド!スクランブル（テレビ朝日、全国ネット）
- 笑点（日本テレビ、全国ネット、2015年3月まで)
- 新婚さんいらっしゃい!（朝日放送、全国ネット、同上）
- 秘密のケンミンSHOW（読売テレビ、全国ネット、同上）
- 情報ライブ ミヤネ屋（読売テレビ、全国ネット）

### CM出演者
- 秋元綱介（ボディビルダー）[9]
- 武田鉄矢
- 高倉健 - 高倉は2014年11月10日に逝去したが、健康家族の公式サイトでは高倉の訃報が公表された後、高倉への哀悼の意を表するコメントを発表し[10]、それに併して高倉が出演したCMを当面の間放映することを発表した[11]。CMは宮崎県小林市南西方千才にある健康家族の自社農場で撮影された。CMソングには井上陽水の「少年時代」が用いられている。井上の歌でのTV出演は高倉の念願であった[12]。
- 金井克子
- 牧野美千子